# ジェイ・ボスロイド
ジェイ・ボスロイド（Jay Bothroyd, 1982年5月7日 - ）は、イングランド・イズリントン出身の同国代表元サッカー選手、サッカー解説者。タイリーグやJリーグでの登録メンバー表記、及びユニフォーム名は”JAY”（ジェイ）。現役時代のポジションはフォワード（FW）。

## 経歴
アーセナルFCの下部組織出身（1998年 - 2000年）。イングランドU-16・18・19・21代表歴がある。
アーセナルユース時代にFAユースカップで活躍し、将来が期待されるもアーセナルU-19の時に途中交代に苛立ち、ユニフォームを指揮官の前で投げ捨てた事が原因でトップチームに昇格せずに100万ポンドという安価で売却された。マーティン・キーオンは、アーセナルの若手として必要なものをすべて持っていたが、態度が悪く自信過剰な面があった事がトップ昇格へ繋がらなかったと語っている。
2000年にコヴェントリー・シティFCでプロ生活をスタート。クラブの財政悪化もあり、チームが多くの主力選手を売却したことで、21歳ながらにレギュラーとして活躍。
2003年にはイタリアのACペルージャに加入し、初の海外移籍を果たした。その後、イングランドに戻るもチームを転々と移籍し、苦しいシーズンが続いた。
2010年、イングランド2部のカーディフ・シティFCでの活躍が認められ、フル代表に選ばれ、11月17日の親善試合フランス戦でデビュー。FAカップでのアーセナル戦の試合後に、アーセナル監督のアーセン・ヴェンゲルから「良くここまでやってきた。これからも進み続けろ」と声をかけられたという。
2011年にイングランド1部のクイーンズ・パーク・レンジャーズFCへ移籍。
2014年、海外でプレーしたいという気持ちがあり、当時中国のチームに所属していたニコラ・アネルカのアドバイスでアジアを勧められ、タイのムアントン・ユナイテッドFCへ移籍した。

### ジュビロ磐田
2015年、Jリーグのジュビロ磐田へ完全移籍。イングランド代表での出場経験のある選手のJリーグ加入は1993年〜1994年に名古屋グランパスエイトに在籍したゲーリー・リネカー以来2人目となる。登録名は、ジェイ。3月8日に行われた開幕戦のギラヴァンツ北九州戦でJリーグ初ゴールを含む2得点を挙げ、チームの勝利に貢献した。8月8日に行われた京都サンガF.C.戦で来日初ハットトリックを達成した。8月は、ハットトリックした試合を含め6得点を記録し、8月のJ2最優秀選手に選ばれた。怪我もあり欠場する試合も多かったが、怪我でリハビリ中も決起集会を提案するなど試合以外でもチームに貢献。10月25日に行われた第38節 ロアッソ熊本戦で得点を挙げ、自身初の1シーズン20得点を記録した。2015年シーズンは32試合で20得点を挙げてJ2得点王にも輝き、ジュビロの3年ぶりのJ1復帰へ大きく貢献した。
2016年シーズン、開幕戦は怪我で欠場したが3月6日に行われた浦和レッズ戦で69分に途中出場でJ1デビューし、82分にJ1初ゴールを決めて、チームはJ1復帰後初白星を挙げた。リーグ戦でチーム最多の14得点を挙げたが、チームの強化方針との方向性の違いなどもあり、2016年シーズン限りで磐田の退団が発表された。

### 北海道コンサドーレ札幌
磐田退団後は、無所属となったが怪我のリハビリに励み、2017年7月1日に北海道コンサドーレ札幌に加入。7月29日に行われた浦和レッズ戦で、後半途中から出場し、得点も挙げた。ジェイにとっては、磐田時代に続くチームデビュー戦での得点となった。10月に行われた全3試合で4得点1アシストと残留を目指すチームの勝利に大きく貢献し、10月のJ1リーグ月間MVPに選出された。また、第34節サガン鳥栖戦の美しいダイレクトボレーシュートが11月・12月の月間ベストゴールに選出された。最終的にリーグ戦14試合の出場で10得点、90分あたりの得点率0.931、決定率33%以上という驚異的な働きで、チームのJ1残留に大きく貢献した。
2018年シーズンは、前半戦の怪我による離脱はあったものの、チームの主力として活躍した。新たに就任したミハイロ・ペトロヴィッチのサッカースタイルによりアシスト役に回ることも多くなったが、「アシストも大事」と話し、リーグ戦24試合9得点5アシストと前年より得点は減ってしまったが、持ち前の技術と体の強さを活かしたポストプレーやボールキープなどでリーグ4位というチームの躍進に貢献した。
2019年シーズンも怪我の影響でリーグ戦23試合の出場となったが、8月17日の清水エスパルス戦でJ1では初となるハットトリックを達成、前年と同じく9ゴールを挙げた。ルヴァンカップでは、7試合に出場し、準優勝に終わったもののクラブ史上初の決勝戦進出に貢献した。また、J1リーグ空中戦勝率71.7%は、このシーズン1位を記録した。
2020年シーズン、第28節のホーム清水戦でJ1リーグ通算23,000ゴール目を記録した。
2021年11月25日、契約満了により札幌を退団する事が発表された。家庭の事情によりシーズン終了前の同月27日に行われるホーム最終節・柏レイソル戦後に帰国。その柏戦では71分から出場し、最後にはキャプテンマークを巻いてピッチに立った。今後については「引退するつもり。英国に帰って家族と相談して決める」と、現役引退を示唆している。
2023年1月に自身のInstagramで正式に2021年シーズンで引退していた事を綴っている。
また、引退した翌年からは母国で解説者として活躍している。

## エピソード
- 10人兄妹の末っ子（7兄弟3姉妹）[28]。
- 「てんかんを患いながら、心臓の手術を受け、そしてプレーを続けました。今日、こうしてお話できることに感謝しています」と病気を患い厳しい時間も過ごしたことへの思いを吐露している[29]。
- 2015年3月8日に行われた開幕戦のギラヴァンツ北九州戦でマン・オブ・ザ・マッチに選ばれ賞金10万を獲得したが、東日本大震災の復興支援に寄付し[30]、6月6日の対ツエーゲン金沢戦での賞金も寄付[31]、13日には被災地を訪問した。
- 2015年8月8日に行われた京都サンガF.C.戦では、試合日の日付とジェイの背番号8をかけて「ジェイの日」と銘打って、試合が開催された[32]。来場者先着1万人にジェイの顔をかたどったお面が配られ、1点目を決めた際にはサポーターからお面を借りて自分のお面をつけるパフォーマンスをした。その後、2得点を挙げて「ジェイの日」に来日初ハットトリックを達成した。
- 2016年3月8日に浦和戦でJ1初得点を挙げたジェイにかつてJリーグでプレーした元イングランド代表のリネカーがツイッターで「私よりもたくさんのゴールを決めてほしい。そんなに時間はかからないだろう」という祝福の言葉を送っている[33]。リネカーはJリーグで4得点を挙げており、ジェイは1stステージ第6節・アルビレックス新潟戦で2得点を挙げ、リネカーの得点数を超えた。
- 2017年11月4日、持病であるてんかんの発作を抑える薬を飲み忘れ、練習中に倒れ意識を失った[34][35]。その後てんかんを公表し「同じ病気を持つ人に希望を与えられるような活動もしていきたい」と語った[36]。
- 2020年4月5日、2019新型コロナウイルスの感染拡大に伴う長期自粛によるクラブへの影響から総額1億円弱にのぼる給与の一部を返上する事をキャプテンの宮澤裕樹と共に発案した。「私たちが毎日サッカーをできるのは、周囲で支えてくれる人がいてこそ。大変な状況にはみんなが一緒になって立ち向かうべきと考えたんだ。初めて来た時から、すごく応援して後押ししてくれた。人々も素晴らしい札幌は本当に大好きだし、ここでやれることが幸せだ。いつサッカーができるか分からない不安はあるし、サポーターもそれは同じだと思う。ただ、今は強い気持ちを保つのが大事。一緒に頑張って行きましょう」とコメントしている[37]。
- 2021年1月9日、新型コロナウィルスに感染を公表した[38]。

## 所属クラブ
- 2000年 - 2003年 コヴェントリー・シティ
- 2003年 - 2004年 ACペルージャ
  - 2004年 - 2005年 ブラックバーン・ローヴァーズ (期限付き移籍)
- 2005年 - 2006年  チャールトン・アスレティック
- 2006年 - 2008年 ウルヴァーハンプトン・ワンダラーズ
  - 2008年3月 - 同年4月 ストーク・シティ (期限付き移籍)
- 2008年 - 2011年 カーディフ・シティ
- 2011年 - 2013年 クイーンズ・パーク・レンジャーズ
  - 2012年 - 2013年 シェフィールド・ウェンズデイ (期限付き移籍)
- 2014年 ムアントン・ユナイテッド
- 2015年 - 2016年 ジュビロ磐田
- 2017年7月 - 2021年 北海道コンサドーレ札幌

## 個人成績
| 国内大会個人成績 | 国内大会個人成績     | 国内大会個人成績 | 国内大会個人成績   | 国内大会個人成績 | 国内大会個人成績          | 国内大会個人成績 | 国内大会個人成績 | 国内大会個人成績 | 国内大会個人成績 | 国内大会個人成績 | 国内大会個人成績 |
| 年度             | クラブ               | 背番号           | リーグ             | リーグ戦         | リーグ戦                  | リーグ杯         | リーグ杯         | オープン杯       | オープン杯       | 期間通算         | 期間通算         |
| 年度             | クラブ               | 背番号           | リーグ             | 出場             | 得点                      | 出場             | 得点             | 出場             | 得点             | 出場             | 得点             |
| イングランド     | イングランド         | イングランド     | イングランド       | リーグ戦         | リーグ戦                  | FLカップ         | FLカップ         | FAカップ         | FAカップ         | 期間通算         | 期間通算         |
| ---------------- | -------------------- | ---------------- | ------------------ | ---------------- | ------------------------- | ---------------- | ---------------- | ---------------- | ---------------- | ---------------- | ---------------- |
| 2000-01          | コヴェントリーC      | 21               | プレミア           | 8                | 0                         | 1                | 0                | 1                | 0                | 10               | 0                |
| 2001-02          | コヴェントリーC      | 21               | ディビジョン1      | 31               | 6                         | 2                | 0                | 1                | 0                | 34               | 6                |
| 2002-03          | コヴェントリーC      | 21               | ディビジョン1      | 33               | 8                         | 3                | 2                | 3                | 1                | 39               | 11               |
| イタリア         | イタリア             | イタリア         | イタリア           | リーグ戦         | リーグ戦                  | イタリア杯       | イタリア杯       | オープン杯       | オープン杯       | 期間通算         | 期間通算         |
| 2003-04          | ペルージャ           | 9                | セリエA            | 26               | 5                         | 0                | 0                | 1                | 1                | 27               | 6                |
| 2004-05          | ペルージャ           | 9                | セリエB            | 2                | 0                         |                  |                  |                  |                  |                  |                  |
| イングランド     | イングランド         | イングランド     | イングランド       | リーグ戦         | リーグ戦                  | FLカップ         | FLカップ         | FAカップ         | FAカップ         | 期間通算         | 期間通算         |
| 2004-05          | ブラックバーン       | 27               | プレミア           | 11               | 1                         | 1                | 0                | 1                | 0                | 13               | 1                |
| 2005-06          | チャールトン         | 38               | プレミア           | 18               | 2                         | 3                | 1                | 4                | 2                | 25               | 5                |
| 2006-07          | ウルヴァーハンプトン | 10               | チャンピオンシップ | 33               | 9                         | 0                | 0                | 0                | 0                | 33               | 9                |
| 2007-08          | ウルヴァーハンプトン | 10               | チャンピオンシップ | 22               | 3                         | 0                | 0                | 3                | 1                | 25               | 4                |
| 2007-08          | ストーク             | 29               | チャンピオンシップ | 4                | 0                         | 0                | 0                | 0                | 0                | 29               | 4                |
| 2008-09          | カーディフ           | 8                | チャンピオンシップ | 11               | 1                         | 2                | 0                |                  |                  |                  |                  |
| 2009-10          | カーディフ           | 9                | チャンピオンシップ | 40               | 11                        | 2                | 1                | 3                | 1                | 45               | 13               |
| 2010-11          | カーディフ           | 9                | チャンピオンシップ | 37               | 18                        | 2                | 2                | 0                | 0                | 39               | 20               |
| 2011-12          | QPR                  | 10               | プレミア           | 21               | 2                         | 1                | 0                | 2                | 0                | 24               | 2                |
| 2012-13          | シェフィールドW      | 24               | チャンピオンシップ | 14               | 1                         | 0                | 0                | 0                | 0                | 14               | 1                |
| 2012-13          | QPR                  | 37               | プレミア           | 4                | 1                         | 0                | 0                | 3                | 2                | 7                | 3                |
| タイ             | タイ                 | タイ             | タイ               | リーグ戦         | リーグ戦                  | リーグ杯         | リーグ杯         | FA杯             | FA杯             | 期間通算         | 期間通算         |
| 2014             | ムアントン・U        | 9                | プレミア           | 16               | 6                         | -                | -                | -                | -                | 16               | 6                |
| 日本             | 日本                 | 日本             | 日本               | リーグ戦         | リーグ戦                  | リーグ杯         | リーグ杯         | 天皇杯           | 天皇杯           | 期間通算         | 期間通算         |
| 2015             | 磐田                 | 8                | J2                 | 32               | 20                        | -                | -                | 0                | 0                | 32               | 20               |
| 2016             | 磐田                 | 8                | J1                 | 22               | 14                        | 2                | 1                | 0                | 0                | 24               | 15               |
| 2017             | 札幌                 | 48               | J1                 | 14               | 10                        | 0                | 0                | -                | -                | 14               | 10               |
| 2018             | 札幌                 | 48               | J1                 | 24               | 9                         | 0                | 0                | 2                | 2                | 26               | 11               |
| 2019             | 札幌                 | 48               | J1                 | 23               | 9                         | 7                | 1                | 0                | 0                | 30               | 10               |
| 2020             | 札幌                 | 48               | J1                 | 22               | 6                         | 2                | 1                | -                | -                | 24               | 7                |
| 2021             | 札幌                 | 48               | J1                 | 24               | 1                         | 5                | 0                | 0                | 0                | 29               | 1                |
| 通算             | イングランド         | イングランド     | プレミア           | 62               | 6                         | 6                | 0                | 11               | 4                | 79               | 10               |
| 通算             | イングランド         | イングランド     | チャンピオンシップ | 225              | 56                        | 11               | 5                | 10               | 3                | 246              | 64               |
| 通算             | イタリア             | イタリア         | セリエA            | 26               | 5                         | 0                | 0                | 1                | 1                | 27               | 6                |
| 通算             | イタリア             | イタリア         | セリエB            | 2                | 0\|\|\|\|\|\|\|\|\|\|\|\| |                  |                  |                  |                  |                  |                  |
| 通算             | タイ                 | タイ             | プレミア           | 16               | 6                         | -                | -                | -                | -                | 16               | 6                |
| 通算             | 日本                 | 日本             | J1                 | 129              | 49                        | 16               | 3                | 2                | 2                | 147              | 54               |
| 通算             | 日本                 | 日本             | J2                 | 32               | 20                        | -                | -                | 0                | 0                | 32               | 20               |
| 総通算           | 総通算               | 総通算           | 総通算             | 492              | 142                       | 33               | 8                | 24               | 10               | 549              | 160              |

- Jリーグ初出場・初ゴール - 2015年3月8日 J2第1節 ギラヴァンツ北九州戦（ヤマハスタジアム）

## 代表歴

### 試合数
- 国際Aマッチ 1試合（2010年）[39]

| イングランド代表 | 国際Aマッチ | 国際Aマッチ |
| 年               | 出場        | 得点        |
| ---------------- | ----------- | ----------- |
| 2010             | 1           | 0           |
| 通算             | 1           | 0           |

## タイトル
個人
- Jリーグ月間MVP：3回（J2：2015年8月、10月、J1：2017年10月）
- J2得点王：1回 （2015年）